# 莱克敦 (犹他州)
莱克敦（英文：Laketown），是美国犹他州里奇县下属的一座城市。建市于 1864年，面积大约为2.59平方英里（6.7平方公里），海拔约为5,974英尺（1,821米）。根据2010年美国人口普查，该市有人口248人。